# Guns N' Roses/Metallica Stadium Tour
Guns N' Roses/Metallica Stadium Tour est une tournée des groupes américains de hard rock Guns N' Roses et Metallica en 1992. Cette série de concerts a eu lieu au milieu des tournées Use Your Illusion Tour (GN'R) et Wherever We May Roam Tour (Metallica). Le chanteur Axl Rose souhaitait que Nirvana joue en première partie mais à la suite du refus de Kurt Cobain, c'est le groupe Faith No More qui ouvre les concerts.

## Concerts
| Date              | Ville            | Pays       | Lieu                            | Spectateurs             | Recette    |
| ----------------- | ---------------- | ---------- | ------------------------------- | ----------------------- | ---------- |
| 17 juillet 1992   | Washington, D.C. | États-Unis | RFK Stadium                     | 47,498 / 47,498 (100 %) | $1,306,195 |
| 18 juillet 1992   | East Rutherford  | États-Unis | Giants Stadium                  | 54,300 / 54,300 (100 %) | $1,479,830 |
| 21 juillet 1992   | Pontiac          | États-Unis | Pontiac Silverdome              | 47,540 / 47,540 (100 %) | $1,378,660 |
| 22 juillet 1992   | Indianapolis     | États-Unis | Hoosier Dome                    | 38,900 / 46,000 (85 %)  | $1,039,720 |
| 25 juillet 1992   | Orchard Park     | États-Unis | Rich Stadium                    | 44,833 / 59,326 (76 %)  | $1,322,574 |
| 26 juillet 1992   | Pittsburgh       | États-Unis | Three Rivers Stadium            | 49,345 / 49,345 (100 %) | $1,356,988 |
| 29 juillet 1992   | East Rutherford  | États-Unis | Giants Stadium                  | 49,250 / 55,000 (90 %)  | $1,338,618 |
| 8 août 1992       | Montréal         | Canada     | Stade olympique                 | 54,666 / 54,666 (100 %) | $610,674   |
| 25 août 1992      | Avondale         | États-Unis | Phoenix International Raceway   | NC                      | NC         |
| 27 août 1992      | Las Cruces       | États-Unis | Aggie Memorial Stadium          | 35,373 / 35,373 (100 %) | $972,758   |
| 29 août 1992      | New Orleans      | États-Unis | Louisiana Superdome             | 39,278 / 39,278 (100 %) | $1,080,145 |
| 2 septembre 1992  | Orlando          | États-Unis | Citrus Bowl                     | 48,035 / 50,000 (96 %)  | $1,320,963 |
| 4 septembre 1992  | Houston          | États-Unis | Astrodome                       | 44,025 / 44,025 (100 %) | $1,191,601 |
| 5 septembre 1992  | Irving           | États-Unis | Texas Stadium                   | 44,391 / 44,391 (100 %) | $1,220,753 |
| 9 septembre 1992  | Columbia         | États-Unis | Williams-Brice Stadium          | 37,716 / 40,136 (94 %)  | $1,037,190 |
| 11 septembre 1992 | Foxborough       | États-Unis | Foxboro Stadium                 | 51,038 / 51,038 (100 %) | $1,402,335 |
| 13 septembre 1992 | Toronto          | Canada     | Stade de l'Exposition nationale | 49,888 / 49,888 (100 %) | $1,332,917 |
| 15 septembre 1992 | Minneapolis      | États-Unis | Hubert H. Humphrey Metrodome    | 43,292 / 43,292 (100 %) | $1,190,530 |
| 17 septembre 1992 | Kansas City      | États-Unis | Arrowhead Stadium               | 36,356 / 43,500 (84 %)  | $999,790   |
| 19 septembre 1992 | Denver           | États-Unis | Mile High Stadium               | 44,096 / 44,096 (100 %) | $161,377   |
| 24 septembre 1992 | Oakland          | États-Unis | Oakland-Alameda County Coliseum | 59,800 / 59,800 (100 %) | $1,650,668 |
| 27 septembre 1992 | Los Angeles      | États-Unis | Los Angeles Coliseum            | 35,293 / 45,000 (78 %)  | $932,570   |
| 30 septembre 1992 | San Diego        | États-Unis | Jack Murphy Stadium             | 42,167 / 45,938 (92 %)  | $1,159,593 |
| 3 octobre 1992    | Pasadena         | États-Unis | Rose Bowl Stadium               | 68,639 / 68,639 (100 %) | $1,852,978 |
| 6 octobre 1992    | Seattle          | États-Unis | Kingdome                        | 37,226 / 40,000 (93 %)  | $1,023,715 |

## Émeute de Montréal
Le 8 août 1992, à Montréal, le chanteur de Metallica James Hetfield est victime d'un accident pyrotechnique pendant la prestation de son groupe et est emmené à l'hôpital. Axl Rose refuse de monter sur scène avant l'heure prévue et interrompt le passage de son groupe après seulement 45 minutes de spectacle affirmant avoir un problème de cordes vocales. Ceci provoque une émeute qui fait plusieurs blessés et de nombreux dégâts. Le guitariste de Metallica Kirk Hammett compare le comportement d'Axl Rose en coulisse à celui de Néron jouant de la lyre pendant l'incendie de Rome.